# كاستريجون دي ترابانكوس
كاستريجون دي ترابانكوس (بالإسبانية: Castrejón de Trabancos)‏ هي قرية في بلد الوليد، قشتالة وليون، إسبانيا. تغطي البلدية مساحة 30.2 كيلومتر مربع (11.7 ميل مربع) واعتبارًا من عام 2011 كان عدد سكانها 217 شخصًا.